# 唐文獻
唐文獻（1549年—1605年），字道徵，更字元徵，號抑所。南直隸松江府華亭縣（今屬上海市）人 ，匠籍，祖籍湖廣荊南。

## 生平
萬曆十三年（1585年），唐文獻中式乙酉科順天府乡试第四十七名举人，萬曆十四年（1586年）聯捷丙戌科会试一百四十九名，一甲第一名進士（狀元），授翰林院修撰，十七年充會試同考，十八年告病歸。二十一年復除原职，二十二年二月二月充皇長子講讀官，二十三年再充會試同考，二十四年升右中允，二十五年升右諭德，告病歸。二十七年補原职，纂修玉牒，本年升右庶子，二十八年轉左庶子。二十九年復充會試同考，十二月升詹事府少詹事兼翰林院侍读学士，充東宫侍班。宰臣沈一贯以妖书事傾軋礼部侍郎郭正域，文献力白其冤。給事中李沂因彈劾權閹張鯨被廷杖，文獻將其扶出，餵給湯藥。荊州推官華鈺因反對稅監被逮下詔獄，文獻力救之，終得不死。三十一年四月升詹事兼翰林院侍读学士，充玉牒纂修官，十一月充東宫侍班，十二月升礼部右侍郎，掌翰林院兼官及東宫侍班如故，三十二年二月充甲辰科會試副主考，八月以原官协理詹事府事，教习庶吉士。萬曆三十三年（1605年）三月十五日，卒於任。贈禮部尚書，天啓改元，謚文恪。《明史》有傳。

## 著作
著有《占星堂集》 十五卷。

## 身后
墓在二里泾龙兴桥北，太仓王锡爵作墓志銘。天啟年間，追贈太子少保，谥文恪，祀乡贤。

## 家族
曾祖唐珉。祖父唐濱，歲贡，授布政司都事。父唐敷錫。母劉氏。永感下。兄文燈、文燭、文熟（恩例儒官）、文勲、文烈、文蒸、文然，俱生员。文濤。